# Classe Bellona
Pour la classe de croiseurs, voir Classe Bellona (croiseur).
La classe Bellona est une classe de navire de ligne de 3e rang armés de 74 canons, conçue pour la Royal Navy par Thomas Slade.

## Les unités de la classe
- HMS Bellona
- HMS Dragon
- HMS Superb
- HMS Kent
- HMS Defence